# Berkenye
Berkenye é um município da Hungria, situado no condado de Nógrád. Tem 13,46 km² de área e sua população em 2015 foi estimada em 602 habitantes.